# ラーガ・アンド・サーガ
「ラーガ・アンド・サーガ」（Ragas and Sagas）は1992年にECMレコードから発表した、ノルウェーのジャズ・サックス奏者、ヤン・ガルバレクによるアルバム。パキスタンのカッワーリー奏者、ウスタッド・ファテ・アリ・カーンと彼のミュージシャン達との共作。音源は1990年5月に録音されたが、発売されたのは2年後だった。

## 収録曲
| 全作曲: ウスタッド・ファテ・アリ・カーン *のみヤン・ガルバレクによる。 |                        |      |                                                              |       |
| #                                                                      | タイトル               | 作詞 | 作曲・編曲                                                   | 時間  |
| 1.                                                                     | 「Raga I」(ラーガ Ⅰ)   |      | ウスタッド・ファテ・アリ・カーン *のみヤン・ガルバレクによる | 8:44  |
| 2.                                                                     | 「Saga *」(サーガ)     |      | ウスタッド・ファテ・アリ・カーン *のみヤン・ガルバレクによる | 5:28  |
| 3.                                                                     | 「Raga II」(ラーガ Ⅱ)  |      | ウスタッド・ファテ・アリ・カーン *のみヤン・ガルバレクによる | 13:08 |
| 4.                                                                     | 「Raga III」(ラーガ Ⅲ) |      | ウスタッド・ファテ・アリ・カーン *のみヤン・ガルバレクによる | 11:56 |
| 5.                                                                     | 「Raga IV」(ラーガ Ⅳ)  |      | ウスタッド・ファテ・アリ・カーン *のみヤン・ガルバレクによる | 12:56 |

## パーソネル
- ヤン・ガルバレク - テナー & ソプラノ・サクソフォーン
- ウスタッド・ファテ・アリ・カーン - 声
- ウスタッド・シャウカット・フセイン - タブラ
- ウスタッド・ナジム・アリ・カーン - サーランギー
- ディピカ・タタール - 声
- マヌ・カチェ - ドラムス